# Vlag van Westerwolde

Vlag van de gemeente Westerwolde

De vlag van Westerworlde werd op 4 maart 2020 bij raadsbesluit vastgesteld als de gemeentelijke vlag van de Groningse gemeente Westerwolde. De vlag wordt als volgt beschreven:
Gevierendeeld over een derde van de vlaglengte, blauw en geel, met in de broektop een gele samengebonden korenschoof waaruit ter weerszijden twee gebladerde ranken.
Het ontwerp was een van de twee ontwerpen die door de Hoge Raad van Adel waren voorgesteld. De kleuren van de vlag en de korenschoof zijn ontleend aan het gemeentewapen.

## Verwante afbeeldingen

Wapen van Westerwolde

Eemsdelta ·
Groningen ·
Het Hogeland ·
Midden-Groningen ·
Oldambt ·
Pekela ·
Stadskanaal ·
Veendam ·
Westerkwartier ·
Westerwolde